# Акамапичтли
Акамапичтли (кл. науатль Ācamāpichtli — Пучок тростника; 1355—1395) — первый тлатоани (правитель) ацтеков в Теночтитлане, основатель ацтекской императорской династии. Хроники расходятся относительно дат его правления: согласно Кодексу Чимальпахин, он правил с 1367 по 1387 год; согласно Кодексу Обина — с 1376 по 1395 год; согласно Кодексу Чимальпопока — с 1350 по 1403 год.

## Биография
Был сыном знатного мексиканского вождя Опочтли Истауацина и дочери знатного тольтека из города Кольхуакана по имени Атотоцли I. Испанские колониальные историки Диего Дуран, Фернандо де Альва Кортес Иштлильшочитль и Фернандо Альварадо Тесосомок упоминают дядю Акамапичтли по материнской линии, который занял трон Кульхуакана в 1324 году.
Никаких источников о его ранних годах не сохранилось. Правитель Ацкапоцалько Тезозомок в 1371 году назначил его правителем Мехико.
В 1375 году женился на принцессе города Кольхуакан — Иланкуеитль, дочери правителя Кольхуакана Аколмистли, принадлежавшей к тольтекской царской династии. Вскоре стал первым тлатоани Теночтитлана. Родственные связи с империей тольтеков, в свою очередь, дали ему право на власть в долине Мехико, хотя он и оставался данником тлатоани Тезозомока.
Начал захватнические походы против соседних государств. Захватил города Тенайуку, Куитлауак, Хочимилько и Мишквик. Вместе с тем стал расширять территорию Теночтитлана за счёт возведения плотины и насыпей. Для обеспечения возраставшего населения города продовольствием создал систему плавучих садов. Теночтитлан был разделён на четыре части: Мойотлан — на юго-западе, Зоквипан — на юго-востоке, Куекопан — на северо-западе, Атцакуалько — на северо-востоке. Дома из тростника начали заменять на дома из камня. Был построен большой храм (теокали). Акамапичтли также создал первые ацтекские законы.

## Семья
Был женат на Иланкуеитль и Мияуацин, дочери правителя города Тетепанко, от которой имел сына Уилицилипутля. Также от одной из рабынь имел сына Ицкоатля. 